# Xantos (riu)
El Xantos (grec antic: Ξάνθος; en turc, Eşen Çayı) és un riu de Turquia, a l'antiga regió de Lícia, que pren el nom de la ciutat de Xantos, situada a prop de la desembocadura. Es deia que el seu nom original havia estat Sibros o Sirbis, amb el significat de 'groc' igual que el grec Xanthos. El temple de Leto, situat a la seva riba, ha estat excavat i s'han trobat nombrosos texts licis, arameus i grecs.
Un mite narrava que, quan Leto havia donat a llum Apol·lo i Àrtemis, cercava el riu Xantos per banyar-los i per beure aigua. De camí va trobar la font de Mèlite, i va pensar que seria un bon lloc per banyar-se ella i els seus fills abans d'arribar al riu. Però uns bovers la feren fora, perquè els seus bous havien de beure, i Leto va abandonar la contrada i va reprendre el camí. Arribada al riu, va beure aigua, banyà els seus fills i va consagrar el Xantos a Apol·lo, i retornà a la font per castigar els bovers, que encara eren allà banyant els bous. Leto, amb una pedra rugosa, els va anar colpejant a l'esquena i convertint-los en granotes, llançant-los dins la font i condemnant-los a viure sempre a l'aigua entre el fang. Es deia que el raucar de les granotes eren els sons que feien els bovers vora rius i els estanys.